# 若葉ひろみ
若葉 ひろみ（わかば ひろみ、1957年4月29日 - 本名：井上 人美（））は、大阪府豊中市出身の女優。元宝塚歌劇団花組トップ娘役。愛称は「ひとみ」「ヒトさん」。公称身長162cm。血液型O型。樟蔭学園出身。

## 来歴
1975年、61期生として宝塚歌劇団に入団。月組公演『春の宝塚踊り／ラムール・ア・パリ』で初舞台を踏む。入団時の成績は46人中4位。同期生に箙かおる、一原けい、元星組トップ娘役の湖条れいか、元花組男役2番手の朝香じゅんらがいる。入団時は男役だった。
1976年4月28日、花組に配属。同年、『ノバ・ボサ・ノバ』の新人公演ではドア・ボーイ役（本役：寿ひずる）を貰う。
1979年、『紅はこべ』の新人公演では二番手格にあたる悪役ショーヴラン、『花小袖』の新人公演では当時のトップスター松あきらの役を演じるなど、男役として注目されていたが、翌1980年、娘役に転向。
1981年、『恋の特ダネ』にてバウホール公演初ヒロイン。同年、『恋天狗』にて本公演ヒロインを務める。
同年、2年後輩である美雪花代の退団に伴い、花組トップ娘役に就任。東京公演『友よこの胸に熱き涙を／ファースト・ラブ』にてお披露目。松あきら、順みつき、高汐巴の3人のトップスターの相手役を務めた。代表作は『夜明けの序曲』の川上貞奴、『琥珀色の雨にぬれて』のシャロン、『愛あれば命は永遠に』のジョゼフィーヌなど。
1985年、ハワイ公演に参加。同年7月30日、『愛あれば命は永遠に』の東京公演千秋楽を最後に宝塚歌劇団を退団。
退団後は、女優として舞台をメインに活動。一時期本名で活動していたが、現在はこの芸名に戻している。
1999年、宝塚OG公演『心中・恋の大和路』ではヒロインの梅川を務めた。

## 宝塚歌劇団時代の主な舞台

### 花組時代
- 1976年8月、『うつしよ紅葉』新人公演：三男甚三衛門（本役：寿ひずる）／『ノバ・ボサ・ノバ』新人公演：ドア・ボーイ（本役：寿ひずる）
- 1978年2月、『風と共に去りぬ』新人公演：北軍の少尉（本役：一条ひかる）
- 1978年4月、『ホフマン物語』（バウ）新人公演：テオドール
- 1978年9月、『遥かなるドナウ』新人公演：フランツ（本役：みさとけい）／ウェルナー（本役：清川はやみ）／『エコーズ』
- 1979年3月、『花影記』／『紅はこべ』新人公演：ショーヴラン（本役：みさとけい）／フーキエ・タンヴィル（本役：歌川波瑠美）
- 1980年3月、『舞え舞え蝸牛』（東宝）新人公演：源忠親（本役：宝純子）／『ビューティフル・シティ』
- 1980年5月、『花小袖』新人公演：禅竹氏信（本役：松あきら）／『プレンティフル・ジョイ』
- 1980年11月、『友よこの胸に熱き涙を』／『ザ・スピリット』
- 1981年2月、『恋の特ダネ』（バウ）サンドラ ＊バウホール初ヒロイン
- 1981年3月、『宝塚春の踊り〈花の子供風土記〉』／『恋天狗』お八重／『ファースト・ラブ』新人公演：ダイヤモンドの女（本役：美野真奈）、マリア（本役：汐見里佳）
- 1981年5月、『ミステリー・ラブ』（バウ）チューズデイ

### 花組トップ娘役時代
- 1981年7月、『友よこの胸に熱き涙を』ヴィクトリア／『ファースト・ラブ』（東宝）
- 1981年8月、『YOU・ME』（バウ）
- 1981年10月、『エストリレータ』シェイラ／『ジュエリー・メルヘン』
- 1982年1月、『ボン・ボヤージュ!』（バウ）ドロシー
- 1982年3月、『春の踊り』／『アルカディアよ永遠に』王女オードリー
- 1982年8月、『夜明けの序曲』川上貞奴
- 1983年2月、『霧深きエルベのほとり』マルギット／『オペラ・トロピカル』
- 1983年8月、『マイ・シャイニング・アワー』（バウ）
- 1983年9月、『紅葉愁情』[2]紋寿／『メイフラワー』
- 1984年2月、『琥珀色の雨にぬれて』シャロン・カザティ／『ジュテーム』
- 1984年8月、『名探偵はひとりぼっち』ナタリー／『ラ・ラ・フローラ』
- 1985年3月、『愛あればいのちは永遠に』ジョセフィーヌ　＊退団公演
- 1985年6月、『ジャパン・ファンタジー』／『ドリームズ・オブ・タカラヅカ』（ハワイ）

## 宝塚歌劇団退団後の主な活動

### 舞台
- 『ジュディ・ガーランド スター誕生』（1987年 博品館劇場）
- 『ミュージカル坂本龍馬』（主演・西城秀樹。1989年、新神戸オリエンタル劇場・日本青年館） - おりょう
- 『ブリランテ　-永遠の輝き-』（2002年 博品館劇場）
- WAKI組ザ・チョンマゲ群団公演『Sazen - 左膳 -』（2002年 博品館劇場）

### テレビドラマ
- 暴れん坊将軍III 第127話「柔肌いのち、悲しき裏切り!」（1990年 テレビ朝日 / 東映） - お京
- ドラマ新銀河「湯の町行進曲」（1994年、NHK）
- 浪花少年探偵団 第2話「しのぶセンセのお見合い」（2000年、NHK）

### Vシネマ
- 難波金融伝ミナミの帝王劇場版partII（1993年）友情出演

### その他の番組
- 一枚の写真（1990年、フジテレビ）